# Картавцев, Андрей Викторович
Андре́й Ви́кторович Карта́вцев (род. 21 января 1972; Омск, Омская область, РСФСР, СССР) — российский певец, композитор, поэт-песенник, музыкант и автор песен. Лауреат фестиваля «Песня года», автор ряда песен Юрия Шатунова, таких как: «А лето цвета», «Тет-а-тет», «Летний ливень» и многих других.

## Биография
Родился 21 января 1972 года в Омске Омской области, в семье Виктора  Павловича Картавцева, рожденного 8 февраля 1944 года в посёлке Кутулик Иркутской области и Галины Алексеевны Картавцевой, рожденной 20 июля 1946 года в посёлке Кормиловка Омской области. Отец  — токарь — фрезеровщик. Мать  — бухгалтер.
Учился Картавцев четыре года в омской школе № 64, затем продолжил учёбу в школе № 11, где и получил аттестат зрелости.
В 1991 году окончил Омский автотранспортный техникум по специальности «механик по ремонту и ТО автомобильного транспорта». С первого курса занимался музыкой, играл в местном ансамбле «Нежный возраст», который пользовался на тот момент успехом.
С 1991—1993 год — служил в Вооруженных силах СССР, а затем  в Вооруженных силах Российской Федерации.
В 1993 году основал дуэт «Азбука Любви», где являлся автором музыки и песенных текстов, а также исполнителем собственных песен до 1995 года.
В 1996 году создал дуэт «Адмирал МС», песня «Капитан» стала визитной карточкой дуэта, которая звучала на многих дискотеках Омска. Дуэт просуществовал до 1998 года.
В 2000 году основал студию «ВерсиА», где занимался написанием песен, аранжировкой, работой с начинающими исполнителями.
В 2008 году познакомился с Юрием Васильевичем Шатуновым, для которого написал семь песен на альбом «Я верю» (2012). Песня «А лето цвета» из этого альбома, стала шлягером 2013 года, за эту песню Картавцев получил Диплом лауреата фестиваля «Песня года 2013».
В 2014 году получил диплом конкурса авторской песни «Звёздный Шанс» от Радио «Шансон», за песню «Ты мне не веришь».
В 2016 году получил диплом «Талант года 2016», в открытом народном голосовании «Человек года» от 12 Канала.

## Личная жизнь
- Женат на Татьяне Картавцевой, рожденной в 1979 году. Есть две дочери, старшая — Дарья Картавцева, рожденная в 1997 году и младшая — Александра Картавцева, рожденная в  2006 году.

## Звания и награды
- Лауреат фестиваля «Песня года 2013», за песню «А лето цвета» (декабрь, 2013)[10]
- Диплом «Радио Шансон» за песню «Ты мне не веришь»
- Награждён дипломом «Талант года 2016» в открытом народном голосовании «Человек года» (декабрь, 2016)

## Дискография и трекография
- 2012 — «Я верю» — Юрий Шатунов (7 песен)[11]
- 2014 — «Грезы», «Рядом с ней», «Поезда», «Одноклассники», «Жизнь моя (Волосы)» — Юрий Шатунов
- 2017 — «Будущее в прошлом» — Андрей Картавцев[12]
- 2019 — «Не сомневайся никогда» — Андрей Картавцев
- 2020 — «Сборник лучших песен» — Андрей Картавцев
- 2021 — «Новое и лучшее» — Андрей Картавцев
- 2022 — «Навстречу солнцу» — Андрей Картавцев
- 2024 — «Мои 80-е» — Андрей Картавцев

## Именитые песни
- 2012 — «А лето цвета» — Юрий Шатунов
- 2012 — «Тет а тет» — Юрий Шатунов
- 2014 — «Жизнь моя (Волосы)» — Юрий Шатунов
- 2015 — «Не рви мне душу» — Андрей Картавцев
- 2015 — «Она не ты» — Андрей Картавцев
- 2017 — «Никто из нас не виноват» — Андрей Картавцев
- 2017 — «Обманщица» — Андрей Картавцев
- 2017 — «Да что с тобой такое происходит?» — Андрей Картавцев
- 2018 — «Ты мой сон» — Андрей Картавцев & ВерсиА
- 2018 — «А ты возьми и позвони» — Юрий Шатунов
- 2018 — «Прости меня, любимая» — Андрей Картавцев
- 2018 — «Не отпускай любовь» — Андрей Картавцев
- 2019 — «Не сомневайся никогда» — Андрей Картавцев
- 2020 — «Белые березы» — Андрей Картавцев
- 2020 — «Это я любил тебя» — Андрей Картавцев
- 2022 — «Не спорь со мной» — Юрий Шатунов

## Видеоклипы
- 2014 — «Летний ливень»
- 2015 — «Под Новый год»
- 2017 — «Две минуты»
- 2017 — «Обманщица»
- 2017 — «Да что с тобой такое происходит?»
- 2017 — «Я фестивалю!»
- 2017 — «Никто из нас не виноват»
- 2017 — «Не рви мне душу»
- 2018 — «Офицеры страны»
- 2018 — «Ты мой сон»
- 2018 — «Прости меня, любимая»
- 2018 — «Не отпускай любовь»
- 2018 — «Любовь бывает раз»
- 2018 — «Золотая осень»
- 2018 — «Ты не со мной»
- 2019 — «Ты самая, самая»
- 2020 — «Подожди, не жги»
- 2020 — «Прощальный тост»
- 2020 — «За эту ночь»
- 2020 — «Белые берёзы»
- 2020 — «Это я любил тебя»

## Пресса
- Микула А. Омич Андрей Картавцев пишет хиты для Юрия Шатунова : // Комсом. правда, 2012
- В Омске наградили победителей народного конкурса «Человек года»